# Hervé Joulain
Pour les articles homonymes, voir Joulain.
Hervé Joulain, né en 1966 à Saint-Romans-lès-Melle (Deux-Sèvres), est un corniste français.

## Biographie
Premier cor super-soliste de l'Orchestre philharmonique de Radio France sous la direction de Marek Janowski dès l'âge de 20 ans, Hervé Joulain a très tôt joué sous la direction de Leonard Bernstein, Zubin Mehta, Daniel Barenboïm, Pierre Boulez, Lorin Maazel, Armin Jordan, Seiji Ozawa, Riccardo Muti, Carlo Maria Giulini. Dix ans plus tard, il est promu au même poste de l'Orchestre national de France de Charles Dutoit. Aujourd'hui, il a rejoint Lorin Maazel comme premier cor au sein de la Filarmonica Toscanini à Parme.
Hervé Joulain est également membre de l'Octuor à vent Paris-Bastille avec lequel il se rend régulièrement à l'étranger. Il a déjà enregistré une vingtaine de CD.
Sa carrière de chambriste l'a aussi amené à se produire avec notamment Paul Tortelier, Yuri Bashmet, Pierre Amoyal, Vadim Repin, Michel Dalberto, Boris Berezovsky, Boris Belkin, Pinchas Zukerman, Natalia Gutman, Gidon Kremer, en France et dans le monde.
Après avoir enseigné au CNSMD de Paris, Hervé Joulain se consacre aujourd'hui à des master-classes, partout en France ainsi qu'au Brésil, en République tchèque, au Canada et en Finlande.